# Bartolomeo Gilardoni
Bartolomeo Gilardoni a volte scritto Girandoni (Cortina d'Ampezzo, 13 novembre 1729 – Vienna, 1799) è stato un inventore italiano, orologiaio di precisione, noto per aver inventato il primo fucile a ripetizione ad aria compressa (lo schioppo a vento Gilardoni).

## Biografia
Ottimo artigiano, Bartolomeo Gilardoni nacque e visse per quasi tutta la vita a Cortina d'Ampezzo. Nel 1799, a quasi 70 anni e poco prima della sua morte, si recò a Vienna presentando all'Imperatore d'Austria un prototipo di fucile a ripetizione (Sćiòpo a vento Gilardoni), capace di sparare 20 proiettili in pochi secondi. L'esercito imperiale austroungarico ne ordinò duemila esemplari.
Questo "sćiòpo a vento" pesava più di 4 kg, sparava fino a 20 proiettili senza necessità di ricarica alla velocità di circa 300 metri al secondo, ancora efficaci a 100 metri di distanza.
Era abbastanza apprezzato anche perché produceva relativamente poco rumore, nessun fumo o fiammata ed aveva poco rinculo.
L'arma era dotata di serbatoi d'aria compressa intercambiabili. La sua efficacia (soprattutto per quanto riguardava la rapida ripetizione del colpo) è dimostrata dall'ordine napoleonico di fucilare chiunque venisse trovato in possesso di tale arma.
Gilardoni ebbe il tempo per comprarsi una tenuta a Penzig, vicino a Vienna, dove morì poco dopo, sempre nel 1799.
Esemplari dell'arma si trovano nel Museo delle Regole di Cortina d'Ampezzo, nel Museo di arte e storia di Vienna, nei Musei delle armi di Londra e Pietroburgo, nel Museo S.Angelo a Roma.